# Wereldkampioenschappen boogschieten 1981
De Wereldkampioenschappen boogschieten 1981 waren door de Fédération Internationale de Tir à l'Arc (FITA) georganiseerde kampioenschappen voor boogschutters. De 31e editie van de wereldkampioenschappen vond plaats in het Italiaanse Punta Ala van 4 tot en met 14 juni 1981. 

## Resultaten

### Individueel
|        | Heren           | Dames            |
| ------ | --------------- | ---------------- |
| Goud   | Kyösti Laasonen | Natalya Butuzova |
| Zilver | Darrell Pace    | Alicja Ciskowska |
| Brons  | Rick McKinney   | Marilyn Rumley   |

### Team
|        | Heren                                                   | Dames                                            |
| ------ | ------------------------------------------------------- | ------------------------------------------------ |
| Goud   | Darrell Pace Rick McKinney Edwin Eliason                | Natalja Butuzowa Ketewan Losaberidze Olga Rogowa |
| Zilver | Kyösti Laasonen Tomi Poikolainen Heikki Lautroja        | Hwang Sook-zoo Park Young-sook Yang Kyung-soon   |
| Brons  | Vladimir Yesheyev Alexandr Gabelkow Stanislaw Zabrodzki | Fu Hong Meng Fanai Kong Yaping                   |

### Medaillespiegel
| Plaats | Land             | Goud | Zilver | Brons | Totaal |
| 1      | Sovjet-Unie      | 2    | 0      | 1     | 3      |
| 2      | Verenigde Staten | 1    | 1      | 1     | 3      |
| 3      | Finland          | 1    | 1      | 0     | 2      |
| 4      | Polen            | 0    | 1      | 0     | 1      |
| 4      | Zuid-Korea       | 0    | 1      | 0     | 1      |
| 6      | Australië        | 0    | 0      | 1     | 1      |
| 6      | China            | 0    | 0      | 1     | 1      |
| Totaal | Totaal           | 4    | 4      | 4     | 12     |

1931 ·
1932 ·
1933 ·
1934 ·
1935 ·
1936 ·
1937 ·
1938 ·
1939 ·
1946 ·
1947 ·
1948 ·
1949 ·
1950 ·
1952 ·
1953 ·
1955 ·
1957 ·
1958 ·
1959 ·
1961 ·
1963 ·
1965 ·
1967 ·
1969 ·
1971 ·
1973 ·
1975 ·
1977 ·
1979 ·
1981 ·
1983 ·
1985 ·
1987 ·
1989 ·
1991 ·
1993 ·
1995 ·
1997 ·
1999 ·
2001 ·
2003 ·
2005 ·
2007 ·
2009 ·
2011 ·
2013 ·
2015 ·
2017 ·
2019 ·
2021 ·
2023 ·